# わんわん忠臣蔵
『わんわん忠臣蔵』（わんわんちゅうしんぐら 英文：Doggie March）は、東映動画制作の長編アニメーション映画。カラー、東映スコープ、81分。映倫番号:13120。
キャッチコピーは「笑いが走る夢が飛ぶ! 大虎退治に飛び出した47匹のわんわん作戦!」。

## 概要
作品のモチーフはタイトルどおり忠臣蔵（仮名手本忠臣蔵）。原案・構成は手塚治虫。しかし、手塚の原案であった『森の忠臣蔵』とはかけ離れた内容となっているという。手塚は、本作と、同じく東映動画作品で脚本を北杜夫と共同で担当した『アラビアンナイト・シンドバッドの冒険』（1962年）について、「それこそ、めちゃくちゃに作りかえられてしまい、ボクの感じはなにひとつ残っていません」と記している。
また、明治時代に書かれた巖谷小波の児童文学『こがね丸』にストーリーが酷似しているといわれているが、これは手塚と監督の白川が話し合い、意図的に取り入れたものだと、白川が語っている。
なお東映動画は、この年より初のテレビアニメ『狼少年ケン』を製作、その影響で劇場用アニメ映画の次作『ガリバーの宇宙旅行』はかなり遅れて、翌翌年の1965年3月に公開、その間は過去上映された劇場用アニメの再映や、『ケン』を始めとするテレビアニメのブローアップ版の上映で間に合わせたが、これが「東映まんがまつり」へとつながっていく。

## ストーリー
森の動物たちを守る母犬シロは虎のキラーに恨みを買ってしまう。キラーの手下のキツネのアカミミにおびき出されたシロは、虎のキラーに崖から突き落とされ、命を落としてしまう。シロの子ロックは復讐を誓い、キラーとアカミミを倒しに行くが、子犬のロックではとてもかなわなかった。森の動物たちに救われたロックは町に出て野良犬たちと出会う。町の野良犬たちの中で、虎に単身闘いを挑んだロックは人望を集めるが、アカミミの策略で倉庫荒らしに仕立て上げられ、樽の中に入れられ海に捨てられてしまう。やがて時がたち、森の動物たちは人間につかまって動物園に連れていかれてしまう。森の動物たちがいなくなり獲物がなくなったキラーはアカミミの進言により自ら動物園に入り、そこでも森の動物たちを虐げる。かたや海に捨てられたロックは流れ着いた島の少女に命を救われ、成犬に成長していた。ツバメから森の動物たちの状況を聞いたロックは島を抜け出し町に戻り、かつての仲間、野良犬たちと再会する。宿敵キラーを倒す為、ロックは雪の寒い日、町中の野良犬たちを引き連れて動物園に向かう。ローラーコースターの上でロックとキラーの最後の戦いが繰り広げられる。

## スタッフ
- 製作：大川博
- 企画：吉田信、渾大坊五郎、飯島敬
- 原案構成：手塚治虫
- 脚本：飯島敬、白川大作
- 演出：白川大作
- 監修：山本早苗、藪下泰司
- 作画監督：大工原章
- 原画：熊川正雄、森康二、楠部大吉郎、奥山玲子、喜多真佐武、勝井千賀雄、彦根範夫、小田部羊一
- 動画：生野徹太、堰合昇、勝田稔男、吉田茂承、福島信行、小林和子、斉藤智、香西隆男、森英樹、金山通弘、宮崎駿
- 美術：鳥居塚誠一、沼井肇
- 色彩設計：浦田又治
- 背景：千葉秀雄、片倉和子、山崎誠、伊藤攻洋
- タイトル・デザイン：児玉喬夫
- 演出助手：池田宏、山本寛巳
- 撮影：杉山健児、吉村次郎
- 音楽：渡辺浦人
- 録音：森武、石井幸夫
- 編集：稲葉郁三
- 効果：森敬二
- 記録：菅原節代
- 製作進行：上野寿夫
- 特殊仕上：藤井武
- 仕上検査：小椋正豊
- 主題歌：「わんわん行進曲（マーチ）」

作詞：佐伯孝夫、作曲：中村八大、歌：デューク・エイセス（ビクターレコード）
- 挿入歌：「わんわん子守唄」

作詞：佐伯孝夫、作曲：渡辺浦人、歌：松尾和子（ビクターレコード）

## キャスト
- ロック：堀絢子（日本犬、幼年・少年時代）、木下秀雄（青年時代）
- シロ：水木蘭子（ロックの母）
- カルー（娘時代）：本間千代子（スピッツ、ロックの友達）
- ゴロ：佐藤英夫（野良犬の大将）
- キラー：西村晃（虎、悪ボス）
- アカミミ：加茂嘉久（狐、キラーの子分）
- ラビ：伊藤牧子（子兎）
- ロン：芳川和子（子鹿）
- リマ：山本喜代子（子リス）
- 野良犬：花沢徳衛、海野かつを、西圭太
- 灯台の少女：堀絢子
- 大村文武
- 中川謙二
- 永山一夫
- かかしプロダクション
- ノンクレジット
  - カルー：北川まり
  - ヌキ太：梅津栄（狸）

## 同時上映
『柳生武芸帳 片目の忍者』
- 原作：五味康祐／脚本：高田正治／監督：松村昌治／主演：近衛十四郎

『狼少年ケン』
- 原作：大野寛夫／脚本：飯島敬／主演（声）：西本雄司
- 東京地区のみでの公開。

## 再映
本作はその後、1965年12月25日公開の『まんが大行進』内の1本として再映された。同時上映は『狼少年ケン 地底の女王・わんぱく作戦』と『オバケのQ太郎 台風が来るぞの巻・忍術修業の巻』の2本。

## テレビ放送
- まず1964年8月29日から同年9月14日まで、NET（現：テレビ朝日）系列の東映アニメ映画分割放送枠『ピーコック劇場で放送、その後同年11月23日から12月14日にも同枠で放送されたが、これを以てアニメ映画分割放送は終了し、翌週の12月21日からは短編アニメを2本立てで放送する『短編まんがシリーズ』に変更した。
- また同年12月31日にはNETの年末特番として、18:00 - 18:45と19:00 - 20:00に分割して放送した。
- 東北放送では、1965年8月15日から9月5日まで、日曜 9:00 - 9:30に分割して放送した[3]。
- 北日本放送では、1965年8月26日まで、木曜 17:35 - 18:05にて放送されていた[4]。
- その後は、日本テレビの『日曜まんが劇場』で、1967年11月12日から同年12月3日まで、『わんぱく王子の大蛇退治』との2本立てで分割放送、後に『土曜ロータリー』（関東ローカル）夏休み特別編成などで放送された。

## 映像ソフト
VHSやLD化はされたが既に絶版、DVD化は2016年11月9日（いずれも東映ビデオより）。
DVDには当時の予告編を収録、またLDには本作の予告編の他、『ガリバーの宇宙旅行』のキューピッドが案内役になって、本作と『ガリバー』の特報を紹介する「東映動画スタジオニュース」も収録。

## ネット配信
映画『身代わり忠臣蔵』の公開を記念して、2024年2月9日21:00（JST）から同年同月23日20:59（JST）まで、YouTubeの「東映シアターオンライン」で無料配信が行われた。
なお前日の2月22日からは、先述の予告編と「東映動画スタジオニュース」が常時無料配信されている（『ガリバー』特報は配信されていない）。